# برص تحت الحجر بشاري
برص تحت الحجر بشاري، (الاسم العلمي: Tropiocolotes bisharicus) ، هو أحد أنواع فصيلة برصيات.